# Wasverzachter

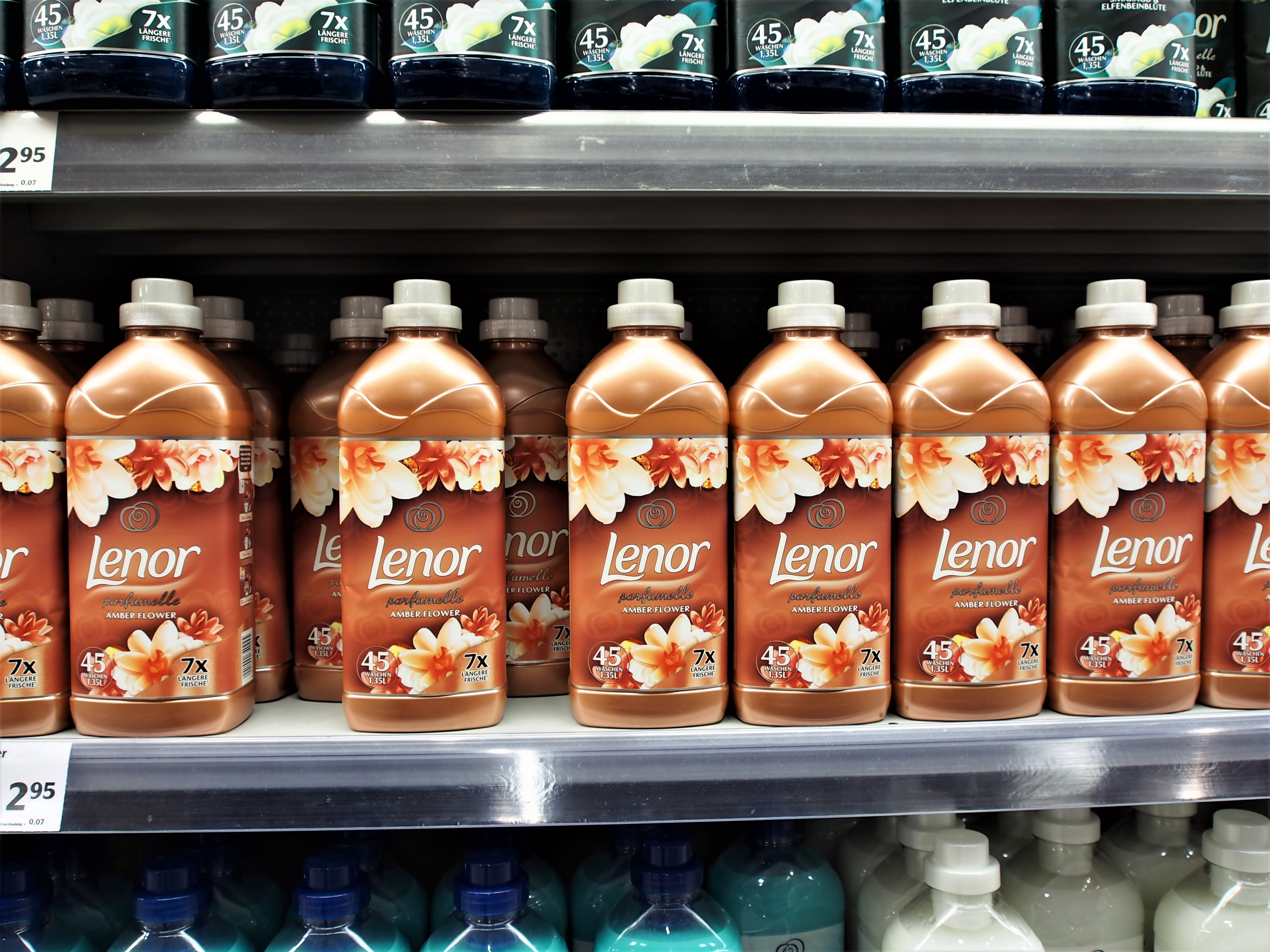
Typisch aanbod van wasverzachters (Lenor van Procter & Gamble)

Wasverzachter is een middel dat met het laatste spoelwater aan het wasgoed wordt toegevoegd om dit soepeler te laten aanvoelen en om het lekker te laten ruiken. 
De wasverzachter bevat een kationogene oppervlakte-actieve stof, die de aan het wasgoed nog klevende anionogene oppervlakte-actieve stof uit het wasmiddel neutraliseert. Deze kationogene oppervlakte-actieve stoffen zijn quaternaire ammoniumverbindingen met lange koolwaterstofketens, bijvoorbeeld vetzuur-esters van tri-ethanolammoniummethylsulfaat.
Daarnaast bevatten wasverzachters parfum dat op het wasgoed afgezet wordt om het een aangename geur te geven. De parfums in wasverzachters moeten stabiel zijn, en goed aan textiel hechten om het verlies bij het spoelen en drogen te beperken.
Wasverzachters zijn er in vaste vorm, als poeders, of in vloeibare vorm. De vloeibare wasverzachters zijn emulsies in water of water/alcoholmengsels. De concentratie van de kationische oppervlakte-actieve stof in een vloeibare wasverzachter is laag (5 à 10%), behalve in de ultra-geconcentreerde wasverzachters.
Andere ingrediënten in wasverzachters zijn kleurstoffen, conserveermiddelen (bijvoorbeeld methylisothiazolinon of benzisothiazolinon), stoffen die de viscositeit beïnvloeden, stoffen die de pH regelen (zuren of basen), antischuimmiddelen (bijvoorbeeld polydimethylsiloxaan), enz.

## Ingebouwd

Aanduiding wasverzachterlade

De zogenaamde ingebouwde wasverzachter heeft eigenlijk niets met wasverzachter te maken. Dit zijn tertiaire amines die na het wassen een filmlaag op het wasgoed achterlaten. Dat is te vergelijken met het tegelijk wassen en in de was zetten van een auto.
Wasmachines hebben een lade om wasverzachter toe te voegen. Deze lade wordt aangeduid met een bloemsymbool.

## Kritiek
Het Nieuwsblad plaatste de wasverzachter in 2024 op de lijst van "Vijf nutteloze poetsproducten", omdat door het vettige laagje de stof minder goed ademt, handdoeken minder snel drogen en sportkleding sneller stinkt. Daarbovenop heeft wasverzachter geen nut in combinatie met een droger 